# Dixon, Kentucky
Dixon är administrativ huvudort i Webster County i delstaten Kentucky, USA. År 2000 hade orten 632 invånare. Den har enligt United States Census Bureau en area på 2,5 km², allt är land. Dixon är administrativ huvudort (county seat) i Webster County. 